# Discografia lui Gică Petrescu

Disc Electrecord, București 1944

Discografia cântărețului Gică Petrescu cuprinde discuri de ebonită, de vinil, benzi de magnetofon, casete audio, CD-uri, DVD-uri, ce prezintă înregistrări realizate din 1935 până în 1998, în România și în străinătate.
În prima parte a carierei, cântărețul a înregistrat pentru casa de discuri Odeon la Viena.. Din 1939, acesta face imprimări în țară pentru casa de discuri de stat, Electrecord până la sfârșitul vieții.. După cel de-Al Doilea Război Mondial, face alte imprimări la casa de discuri Columbia Records la București. Numeroase alte înregistrări sunt efectuate la Radiodifuziunea Română și la casa de discuri rusească Aprelevski zavod.

## Discuri Odeon
| An   | Număr de catalog | Format                 | Piese                                                            | Acompaniament                                     |
| 1935 | 277 021          | shellac, 25 cm, 78 RPM | Sa-mi dai batista ta la despărțire Țigancă, mi-ai mințit norocul | orchestra Alfredo Thomas                          |
| 1935 | 277 022          | shellac, 25 cm, 78 RPM | Nu vezi în ochii mei Să nu crezi în femei                        | orchestra Alfredo Thomas                          |
| 1935 | 277 047          | shellac, 25 cm, 78 RPM | Într-o prăvălioară... undeva Nu ți-e dor de mine                 | orchestra Elly Roman                              |
| 1935 | 277 074          | shellac, 25 cm, 78 RPM | Cine mi te-a supărat Pe același drum de eri                      | orchestra Honigsberg                              |
| 1937 | 277 248          | shellac, 25 cm, 78 RPM | Cel mai frumos tango din lume Ce-o să zică lumea                 | Orch. Teatrului „Alhambra”, dirijor Ion Vasilescu |
| 1938 | 277 346          | shellac, 25 cm, 78 RPM | Un gondolier cânta o melodie Dac-ai vrea                         | orchestra de dans Odeon                           |
| 1938 | 277 347          | shellac, 25 cm, 78 RPM | Drum bun A fost cea mai frumoasă noapte                          | orchestra de dans Odeon                           |
| 1938 | 277 349          | shellac, 25 cm, 78 RPM | Nu te-am iubit decât pe tine Mai spune-mi că nu m-ai iubit       | orchestra de dans Odeon                           |
| 1938 | 277 350          | shellac, 25 cm, 78 RPM | Îți mulțumesc... E ea                                            | orchestra de dans Odeon                           |
| 1938 | 277 351          | shellac, 25 cm, 78 RPM | O zi de toamnă Ce te doare inimă                                 | orchestra de dans Odeon                           |
| 1938 | 277 354          | shellac, 25 cm, 78 RPM | Îmi plac ochii dumitale Nu te am decât pe tine                   | orchestra de dans Odeon                           |
| 1938 | 277 355          | shellac, 25 cm, 78 RPM | Du-te la călugărie De trei nopți și de trei zile                 | orchestră națională                               |
| 1938 | 277 356          | shellac, 25 cm, 78 RPM | Și-apoi cică, măi Mitică De trei zile stau în poartă             | orchestră națională                               |
| 1938 | 277 357          | shellac, 25 cm, 78 RPM | Măi Petrică, Petrișor Măi rezbele...                             | orchestră națională                               |

## DiscuriAprelevski zavod gramplastinok
| An   | Număr de catalog | Format                 | Piese                                                                                      | Acompaniament              |
| 1957 | 29260 29261      | shellac, 25 cm, 78 RPM | Tebya ya polyubil, Moskva [M-am îndrăgostit de tine, Moscova] Ya tebya lyublyu [Te iubesc] | orchestra Sergiu Malagamba |
| 1957 | 29262 29263      | shellac, 25 cm, 78 RPM | Rassvet [Zori de zi] Gvozdichka [Garofița]                                                 | orchestra Sergiu Malagamba |

## Discuri Electrecord (1940-1949)
| An   | Număr de catalog | Format                 | Piese                                                                 | Acompaniament                                 |
| 1940 | 1356             | shellac, 25 cm, 78 RPM | Noapte bună, îngerașul meu Să-mi scrii o scrisoare în fiecare zi      | orchestra G. Wilnow                           |
| 1940 | 1360             | shellac, 25 cm, 78 RPM | Întoarce-te curând Să nu uiți, că mă iubești                          | Orchestra „Electrecord”                       |
| 1940 | 1361             | shellac, 25 cm, 78 RPM | În Kamciatka Vino iar în crâng                                        | Orchestra „Electrecord”                       |
| 1940 | 1362             | shellac, 25 cm, 78 RPM | Zent! Să nu plângi, Ileano                                            | Orchestra „Electrecord”                       |
| 1940 | 1368             | shellac, 25 cm, 78 RPM | Drepți! Să trăiți am înțeles                                          | Orchestra „Electrecord”                       |
| 1940 | 1369             | shellac, 25 cm, 78 RPM | Ghici, ghicitoarea mea Mioara                                         | Orchestra G. Wilnow                           |
| 1940 | 1373             | shellac, 25 cm, 78 RPM | Iubirea e o bombă O viață are omul                                    | Orchestra „Electrecord”                       |
| 1940 | 1374             | shellac, 25 cm, 78 RPM | Te-am așteptat viața-ntreagă Încearcă să uiți                         | Orchestra „Electrecord”                       |
| 1940 | 1375             | shellac, 25 cm, 78 RPM | Nu glumi cu dragostea Balalaica                                       | Orchestra „Electrecord”                       |
| 1940 | 1376             | shellac, 25 cm, 78 RPM | Cântă-mi lin din strună În satu-n care m-am născut                    | Orchestra „Electrecord”                       |
| 1940 | 1377             | shellac, 25 cm, 78 RPM | O sa viu să-ți joc la nuntă, Leano Tot ce-i românesc nu piere         | Orchestra „Electrecord”                       |
| 1940 | 1380             | shellac, 25 cm, 78 RPM | În casa visurilor mele Am încercat să uit                             | Orchestra „Electrecord”                       |
| 1940 | 1381             | shellac, 25 cm, 78 RPM | Te-am așteptat viața-ntreagă O viață are omul                         | Orchestra „Electrecord”                       |
| 1940 | 1382             | shellac, 25 cm, 78 RPM | În casa visurilor mele Cântă-mi lin din strună                        | Orchestra „Electrecord”                       |
| 1940 | 1396             | shellac, 25 cm, 78 RPM | La căsuța cu zorele Amintește-ți de mine                              | Orchestra „Electrecord”                       |
| 1940 | 1397             | shellac, 25 cm, 78 RPM | Țigan pribeag Marga                                                   | Orchestra „Electrecord”                       |
| 1940 | 1398             | shellac, 25 cm, 78 RPM | Tu nu-nțelegi ce-mi cere inima Sa nu ne despărțim                     | Orchestra „Electrecord”                       |
| 1940 | 1399             | shellac, 25 cm, 78 RPM | Noaptea asta toată lumea e a mea La margine de București              | Orchestra „Electrecord”                       |
| 1940 | 1400             | shellac, 25 cm, 78 RPM | Maria Magdalena                                                       | Orchestra „Electrecord”                       |
| 1940 | 1416             | shellac, 25 cm, 78 RPM | Când te-ndeamnă inima Mă iubești, te iubesc, ne iubim                 | orchestra G. Wilnow                           |
| 1940 | 1418             | shellac, 25 cm, 78 RPM | Și mâine ca și azi Te aștept lângă liliacul                           | orchestra G. Wilnow                           |
| 1940 | 1428             | shellac, 25 cm, 78 RPM | Pentru ce vrei să pleci dela mine Am uitat de mult                    | orchestra Dinu Șerbănescu                     |
| 1940 | 1429             | shellac, 25 cm, 78 RPM | Dă și tu măcar un leu pentru țară Când se sting luminile în București | orchestra Dinu Șerbănescu                     |
| 1941 | 1430             | shellac, 25 cm, 78 RPM | Ma-lu Am uitat de mult                                                | orchestra Dinu Șerbănescu                     |
| 1941 | 1433             | shellac, 25 cm, 78 RPM | Eu te privesc, tu mă privești E iarnă'n viața mea                     | Orchestra „Electrecord”                       |
| 1942 | 1446             | shellac, 25 cm, 78 RPM | Am mutat o piatră de hotar Înserare                                   | Orchestra „Electrecord”                       |
| 1942 | 1447             | shellac, 25 cm, 78 RPM | Să bem un pahar împreună Eu ți-aș da inima                            | Orchestra „Electrecord”                       |
| 1942 | 1451             | shellac, 25 cm, 78 RPM | Să mă ierți Dumneata madam                                            | Orchestra „Electrecord”                       |
| 1942 | 1452             | shellac, 25 cm, 78 RPM | Te cheamă cântecul meu Am un cuib cu trei rândunele                   | Orchestra „Electrecord”                       |
| 1942 | 1454             | shellac, 25 cm, 78 RPM | Friz și Franz La căsuța cu ferestrele-nflorite                        | Orchestra „Electrecord”                       |
| 1942 | 1455             | shellac, 25 cm, 78 RPM | Eu te privesc, tu mă privești Eu ți-aș da inima                       | Orchestra „Electrecord”                       |
| 1942 | 1458             | shellac, 25 cm, 78 RPM | Doar pe tine te iubesc E o romanță de mult                            | Orchestra „Electrecord”                       |
| 1942 | 1459             | shellac, 25 cm, 78 RPM | Mai e ceva ce nu ți-am spus Rămâi cu bine                             | Orchestra „Electrecord”                       |
| 1942 | 1464             | shellac, 25 cm, 78 RPM | Violete pentru fete                                                   | Orchestra Societății Române de Editură        |
| 1943 | 1481             | shellac, 25 cm, 78 RPM | Tu nu vei știi că ne-am iubit                                         | Orchestra Grigore Albin                       |
| 1943 | 1482             | shellac, 25 cm, 78 RPM | Micul domn Pierot Mai stai                                            | Orchestra Grigore Albin                       |
| 1943 | 1484             | shellac, 25 cm, 78 RPM | Numai pentru dumneata coniță Te-am visat                              | Orchestra „Electrecord”                       |
| 1943 | 1485             | shellac, 25 cm, 78 RPM | La poste-restante Steaua mea e luna                                   | Orchestra „Electrecord”                       |
| 1944 | 1501             | shellac, 25 cm, 78 RPM | Pippo, Pippo                                                          | Orchestra „Electrecord”                       |
| 1944 | 1503             | shellac, 25 cm, 78 RPM | Inimă de ce nu-mbătrânești Trec pe drumul care duce la tine           | Orchestra „Electrecord”, dirijor Anatol Albin |
| 1944 | 1504             | shellac, 25 cm, 78 RPM | Anne-Marie                                                            | Orchestra Grigore Albin                       |
| 1949 | DR 407           | shellac, 25 cm, 78 RPM | Ce cauți tu în viața mea Ce bine ne-nțelegem noi doi                  | orchestra Joe Reiningher                      |
| 1949 | DR 408           | shellac, 25 cm, 78 RPM | O! Madona! Tu ești singura mea mângâere                               | orchestra Joe Reiningher                      |
| 1949 | DR 409           | shellac, 25 cm, 78 RPM | Nu, nu plâng pentru dragostea mea Valsul nostru                       | orchestra Joe Reiningher                      |
| 1949 | DR 410           | shellac, 25 cm, 78 RPM | Primul nostru tango Cine-i mic, cine-i scump                          | orchestra Joe Reiningher                      |

## Discuri Electrecord (1953-1990)
| An   | Număr de catalog                                              | Format                   | Piese | Acompaniament |
| 1953 | EDA 1781                                                      | shellac, 25 cm, 78 RPM   | Cărăruie (Nicolae Kirculescu) | Orch. de estradă Radio, dirijor Nicolae Patrichi |
| 1954 | EDB 5058                                                      | shellac, 25 cm, 78 RPM   | Pleacă în zori un tren (Nicolae Kirculescu) | Orchestra de estradă Radio, dirijor Sile Dinicu |
| 1954 | EDB 5060                                                      | shellac, 25 cm, 78 RPM   | Aștept să te întorci (Marius Mihail) | orchestra Jean Ionescu |
| 1954 | EDB 5086                                                      | shellac, 25 cm, 78 RPM   | Te iubesc (Nicolae Kirculescu) | orchestra Jean Ionescu |
| 1955 | EDA 1917                                                      | shellac, 25 cm, 78 RPM   | Nopți marinărești (V. Soloviov Sedoi) | Orchestra de estradă Radio, dirijor Eugen Koffler |
| 1955 | EDA 1948                                                      | shellac, 25 cm, 78 RPM   | Vino pe aleea trandafirilor (Aurel Giroveanu) | Orchestra Casei Ziariștilor, dirijor Ido Kahan |
| 1956 | EDA 2004                                                      | shellac, 25 cm, 78 RPM   | Cînd muzica ne cheamă (Sașa Cosman) | Orchestra de Estradă Radio, dirijor Richard Bartzer |
| 1956 | EDA 2018                                                      | shellac, 25 cm, 78 RPM   | Garofița (Henri Mălineanu – E. Mirea și N. Constantinescu) | orchestra Henri Mălineanu |
| 1956 | EDA 2034                                                      | shellac, 25 cm, 78 RPM   | Brezuța (Florentin Delmar) | Orch. Ans. de estradă a R.P.R., dir. H. Mălineanu |
| 1956 | EDA 2073                                                      | shellac, 25 cm, 78 RPM   | Vin cicliștii (Sașa Cosman) | Orchestra de estradă Radio, dirijor Sile Dinicu |
| 1956 | EDA 2074                                                      | shellac, 25 cm, 78 RPM   | Vino mâine (Marius Mihail) | Orchestra de estradă Radio, dirijor Sile Dinicu |
| 1956 | EDA 2099                                                      | shellac, 25 cm, 78 RPM   | Târziu (Andrei Adorian) | Orchestra de estradă Radio, dirijor Sile Dinicu |
| 1956 | EDD 9                                                         | vinil, LP, 25 cm, 33 RPM | 2. Garofița (Henri Mălineanu – E. Mirea și N. Constantinescu) | orchestra H. Mălineanu |
| 1956 | EDA 2147                                                      | shellac, 25 cm, 78 RPM   | Hai cu mine la braț prin București (H. Reininger/P. Rubinstein) | Orchestra Electrecord, dirijor Teodor Cosma |
| 1956 | EDA 2194                                                      | shellac, 25 cm, 78 RPM   | Cântec pentru prietenii din București (Tabacinikov) | Orchestra Electrecord, dirijor Teodor Cosma |
| 1956 | EDA 2199                                                      | shellac, 25 cm, 78 RPM   | Cabana Zile dragi aurii (Aurel Giroveanu – Eugen Mirea) | Orchestra Electrecord, dirijor Teodor Cosma |
| 1956 | EDA 2208                                                      | shellac, 25 cm, 78 RPM   | O strângere de mână (Ion Vasilescu – Eugen Mirea) | Orchestra Electrecord, dirijor Teodor Cosma |
| 1956 | EDA 2238                                                      | shellac, 25 cm, 78 RPM   | Cine-mi place nu mă place (Aurel Giroveanu) | Orchestra Electrecord, dirijor Teodor Cosma |
| 1956 | EDA 2254                                                      | shellac, 25 cm, 78 RPM   | Îmi place să dansez cu tine (Noru Demetriad) | Orchestra Electrecord, dirijor Teodor Cosma |
| 1956 | EDA 2299                                                      | shellac, 25 cm, 78 RPM   | Orchestra de dans (Arthur Schor) | Orchestra Electrecord, dirijor Teodor Cosma |
| 1957 | EDA 2342                                                      | shellac, 25 cm, 78 RPM   | O dată-n viață (Nicolae Kirculescu) | orchestra Joe Reininger |
| 1957 | EDA 2344                                                      | shellac, 25 cm, 78 RPM   | Dragoste (Arthur Schor) | orchestra Joe Reininger |
| 1957 | EXA 2359                                                      | shellac, 25 cm, 78 RPM   | Bucătarul taberei (Titi Acs) | Cor de copii și orchestră |
| 1957 | EDA 2363                                                      | shellac, 25 cm, 78 RPM   | Ce faci mâine după masă? (Nicolae Valeriu) | Orchestra Electrecord, dirijor Teodor Cosma |
| 1957 | EDC 112                                                       | vinil, 17 cm, 33 RPM     | 3. Îmi place să dansez cu tine (Noru Demetriad) | Orchestra Electrecord, dirijor Teodor Cosma |
| 1957 | EDC 114                                                       | vinil, 17 cm, 33 RPM     | 4. Cabana | Orchestra Electrecord, dirijor Teodor Cosma |
| 1957 | EDC 115                                                       | vinil, 17 cm, 33 RPM     | 4. Cine-mi place nu mă place (Aurel Giroveanu) | Orchestra Electrecord, dirijor Teodor Cosma |
| 1957 | EDC 117                                                       | vinil, 17 cm, 33 RPM     | 1. La Samba de Bucarest (Henri Mălineanu) | Orchestra Electrecord, dirijor Teodor Cosma |
| 1958 | EDA 2571                                                      | shellac, 25 cm, 78 RPM   | Cică - Cică (Florentin Delmar – Aurel Felea) | orchestra Petre Firulescu |
| 1958 | EDA 2567                                                      | shellac, 25 cm, 78 RPM   | Când iubirea te-a părăsit (Charlie Chaplin – Aurel Felea) | orchestra Gelu Solomonescu |
| 1958 | EDA 2585                                                      | shellac, 25 cm, 78 RPM   | Dacă ar fi, ce bine-ar fi (Vasile Veselovski – C-tin Cîrjan) | Orchestra Electrecord, dirijor Teodor Cosma |
| 1959 | EDA 2688                                                      | shellac, 25 cm, 78 RPM   | Tu în lumea toată (Radu Șerban – C-tin Cîrjan) | Orchestra Electrecord, dirijor Teodor Cosma |
| 1959 | EDA 2765                                                      | shellac, 25 cm, 78 RPM   | Sanda (Enrico Fanciotti – Costin Alver și E. Fanciotti) | orchestra Mircea Popovici |
| 1959 | EDA 2782                                                      | shellac, 25 cm, 78 RPM   | Începând de azi (Florentin Delmar – Eugen Mirea) | orchestra Sergiu Malagamba în duet cu Dorina Drăghici |
| 1959 | EDA 2805                                                      | shellac, 25 cm, 78 RPM   | În pași de dans (Traian Iordanovici – Aurel Felea) | orchestra Sergiu Malagamba |
| 1959 | EDC 156 Muzică din filme romînești                            | vinil, 17 cm, 33 RPM     | 1. Zile dragi aurii (din filmul „București, oraș înflorit”) (Aurel Giroveanu – Eugen Mirea) | Orchestra Electrecord, dirijor Teodor Cosma |
| 1959 | EDC 177                                                       | vinil, 17 cm, 33 RPM     | 1. Cine-o fi de vină? (C. Tucaliuc – C. Mihalache) | Orchestra Electrecord, dirijor Teodor Cosma |
| 1959 | EDC 180                                                       | vinil, 17 cm, 33 RPM     | Un trecător (Radu Șerban – Constantin Cîrjan) | Orchestra Electrecord, dirijor Teodor Cosma |
| 1959 | EDC 181                                                       | vinil, 17 cm, 33 RPM     | 3. O strângere de mână (Ion Vasilescu – Eugen Mirea) | Orchestra Electrecord, dirijor Teodor Cosma |
| 1959 | EDC 187 Interpreți romîni de muzică ușoară                    | vinil, 17 cm, 33 RPM     | 1. Tu în lumea toată (Radu Șerban – Constantin Cîrjan) 2. Nu-i pe lume o fată ca tine (Nicolae Kirculescu – A. Felea) 3. Când iubirea te-a părăsit (Charlie Chaplin – Aurel Felea) 4. Dac-ar fi, ce bine-ar fi (Vasile Veselovski – C-tin Cîrjan) | Orchestra Electrecord, dirijor Teodor Cosma |
| 1959 | EDC 199                                                       | vinil, 17 cm, 33 RPM     | 2. Sanda (Enrico Fanciotti – Costin Alver și E. Fanciotti) | orchestra Mircea Popovici |
| 1959 | EDE 041 Melodii din toată lumea                               | vinil, LP, 30 cm, 33 RPM | 4. Cântec pentru prietenii din București (Tabacinikov) | Orchestra Electrecord, dirijor Teodor Cosma |
| 1960 | EDA 2844                                                      | shellac, 25 cm, 78 RPM   | La ușa ta (Richard Stein – Aurel Felea) | Orchestra Electrecord, dirijor Teodor Cosma |
| 1960 | EDC 2886                                                      | shellac, 25 cm, 78 RPM   | 4. Ananas (Erwin Halletz – Aurel Felea) | Orchestra Electrecord, dirijor Teodor Cosma |
| 1960 | EDA 2895                                                      | shellac, 25 cm, 78 RPM   | Azi m-am mutat (Florentin Delmar – Eugen Mirea) Podul Grant (George Grigoriu – Mircea Block) | Orchestra Electrecord, dirijor Teodor Cosma Orchestra de estradă Radio, dirijor C-tin Bîrsan |
| 1960 | EDE 050                                                       | vinil, LP, 30 cm, 33 RPM | 3. Garofița (Henri Mălineanu – E. Mirea și N. Constantinescu) 12. București, București (Aurel Giroveanu – I. Socol) | orchestra H. Mălineanu (3), Orchestra de estradă Radio, dirijor Sile Dinicu (12) |
| 1960 | EDE 051                                                       | vinil, LP, 30 cm, 33 RPM | Hop și-așa (Henri Mălineanu) Cărăruie (Nicolae Kirculescu) | Orchestra Electrecord, dirijor Teodor Cosma Orch. de estradă Radio, dirijor Nicolae Patrichi |
| 1960 | EDE 057 Melodii din toată lumea                               | vinil, LP, 30 cm, 33 RPM | 3. Ananas (Erwin Halletz – Aurel Felea) 7. Podul Grant (George Grigoriu – Mircea Block) | Orchestra Electrecord, dirijor Teodor Cosma Orchestra de estradă Radio, dirijor C-tin Bîrsan |
| 1960 | EDC 202 Cîntece despre București                              | vinil, 17 cm, 33 RPM     | 1. Cele mai frumoase fete (Henri Mălineanu – G. Voinescu și N. Constantinescu) 3. Cântec vesel despre București (Florentin Delmar – A. Felea) | orchestra Sergiu Malagamba (1) Orchestra de estradă Radio, dirijor Sile Dinicu (3) împreună cu Trio Grigoriu (3) |
| 1960 | EDC 204                                                       | vinil, 17 cm, 33 RPM     | 1. În pași de dans (Traian Iordanovici – Aurel Felea) | orchestra Sergiu Malagamba |
| 1960 | EDC 213                                                       | vinil, 17 cm, 33 RPM     | 4. La ușa ta (Richard Stein – Aurel Felea) | Orchestra Electrecord, dirijor Teodor Cosma |
| 1960 | EDC 222                                                       | vinil, 17 cm, 33 RPM     | 4. Ananas (Erwin Halletz – Aurel Felea) | Orchestra Electrecord, dirijor Teodor Cosma |
| 1960 | EDD 85                                                        | vinil, LP, 25 cm, 33 RPM | 1. Nu-i pe lume o fată ca tine (N. Kirculescu – Aurel Felea) | Orchestra Electrecord, dirijor Teodor Cosma |
| 1960 | EDD 92 Muzică ușoară                                          | vinil, LP, 25 cm, 33 RPM | 7. La ușa ta (Richard Stein – Aurel Felea) | Orchestra Electrecord, dirijor Teodor Cosma |
| 1960 | EDD 97                                                        | vinil, LP, 25 cm, 33 RPM | 7. Cine oftează când iubește (Nicolae Kirculescu – Aurel Felea) | orchestra Gelu Solomonescu |
| 1960 | EDD 98                                                        | vinil, LP, 25 cm, 33 RPM | 3. Hop ș-așa (Henri Mălineanu) | Orchestra Electrecord, dirijor Teodor Cosma |
| 1961 | EDA 2921                                                      | shellac, 25 cm, 78 RPM   | Pe sub geamul luminat (Aurel Giroveanu – Harry Negrin) | Orchestra Electrecord, dirijor Teodor Cosma |
| 1961 | EDA 2935                                                      | shellac, 25 cm, 78 RPM   | Drumurile mele | Orchestra Electrecord, dirijor Teodor Cosma |
| 1961 | EDA 3041                                                      | shellac, 25 cm, 78 RPM   | Amintește-ți că și tu... (Nicolae Kirculescu – Aurel Felea) | Orchestra Electrecord, dirijor Teodor Cosma |
| 1961 | EDA 3180                                                      | shellac, 25 cm, 78 RPM   | Aladin, Aladin (Bob Azzam – Eugen Mirea) | Orchestra Electrecord, dirijor Teodor Cosma |
| 1961 | EDC 241                                                       | vinil, 17 cm, 33 RPM     | 4. Un trecător (Radu Șerban – Constantin Cîrjan) | Orchestra Electrecord, dirijor Teodor Cosma |
| 1961 | EDC 247                                                       | vinil, 17 cm, 33 RPM     | 4. Tu ești a mea (Marino Marini – Cezarina Moldoveanu) | Orchestra Electrecord, dirijor Teodor Cosma |
| 1962 | EDE 071 Muzică ușoară românească                              | vinil, LP, 30 cm, 33 RPM | 3. Hop ș-așa (Henri Mălineanu) | Orchestra Electrecord, dirijor Teodor Cosma |
| 1962 | EDC 277                                                       | vinil, 17 cm, 33 RPM     | 1. La braț cu tine (Fromy Moreno – Mircea Block) | Orchestra Electrecord, dirijor Teodor Cosma în duet cu Roxana Matei |
| 1962 | EDC 284                                                       | vinil, 17 cm, 33 RPM     | 4. Toate florile (Constantin Tucaliuc – Aurel Felea) | Orchestra Electrecord, dirijor Teodor Cosma |
| 1962 | EDC 298                                                       | vinil, 17 cm, 33 RPM     | 1. Un bun rămas (Larue – Cezarina Moldoveanu) 2. Carnaval la Rio (Dorival Caymmi – Eugen Mirea) 3. Niciodată (Aurel Giroveanu – Aurel Felea) 4. Aladin, Aladin (Bob Azzam – Eugen Mirea) | Orchestra Electrecord, dirijor Teodor Cosma |
| 1962 | EDC 310                                                       | vinil, 17 cm, 33 RPM     | 2. E atât de bine (Richard Bartzer – Eugen Mirea) | Orchestra Electrecord, dirijor Teodor Cosma |
| 1962 | EDC 313                                                       | vinil, 17 cm, 33 RPM     | 4. Deschide, deschide fereastra (Henri Mălineanu – J. Fulga) | Orchestra Electrecord, dirijor Teodor Cosma |
| 1962 | EDC 314                                                       | vinil, 17 cm, 33 RPM     | 4. Da, da (Radu Șerban – Constantin Cîrjan) | Orchestra Electrecord, dirijor Teodor Cosma |
| 1963 | EDC 334                                                       | vinil, 17 cm, 33 RPM     | 4. Ne cheamă ritmul să dansăm (Vasile Veselovski – A. Sorin) | Orchestra Electrecord, dirijor Alexandru Imre |
| 1963 | EDC 335                                                       | vinil, 17 cm, 33 RPM     | 4. Mărunțica (George Grigoriu – A. Grigoriu și R. Iorgulescu) | Orchestra Electrecord, dirijor Teodor Cosma împreună cu Trio Grigoriu |
| 1963 | 45-EDC 356                                                    | vinil, 17 cm, 45 RPM     | 3. Când tu zâmbești (Gherase Dendrino) 4. Fetița din Dîmbovița (Henri Mălineanu) | Orchestra Electrecord, dirijor Alexandru Imre |
| 1963 | 45-EDC 365                                                    | vinil, 17 cm, 45 RPM     | 3. Ne chiamă ritmul să dansăm (Vasile Veselovski – A. Storin) | Orchestra Electrecord, dirijor Alexandru Imre |
| 1963 | 45-EDC 370                                                    | vinil, 17 cm, 33 RPM     | 1. Da, da (Radu Șerban – Constantin Cîrjan) 2. Fetița de pe Dâmbovița (Henri Mălineanu) 3. Mărunțica (George Grigoriu – A Grigoriu și R. Iorgulescu) 4. Deschide, deschide fereastra (Henri Mălineanu – J. Fulga) | Orchestra Electrecord, dirijor Teodor Cosma împreună cu Trio Grigoriu (3) |
| 1963 | EDC 390                                                       | vinil, 17 cm, 33 RPM     | 3. Manuela (Tarcisio Fusco) | Orchestra de estradă a RTV, dirijor Sile Dinicu |
| 1964 | EDC 448                                                       | vinil, 17 cm, 33 RPM     | 1. Mă gândeam la tine (Gherase Dendrino – Aurel Felea) 2. Dragoste (Radu Șerban – A. Felea și S. Georgescu) | Orchestra Electrecord, dirijor Alexandru Imre (3) orchestra Gaston Ursu (4) |
| 1964 | EDE 0123                                                      | vinil, LP, 30 cm, 33 RPM | 1. Ne cheamă ritmul să dansăm (Vasile Veselovski – A. Storin) 5. Amintiri dragi din Moscova (A. Babagianian – E. Mirea) | Orchestra Electrecord, dirijor Alexandru Imre |
| 1965 | EDC 590 Cântece de pahar                                      | vinil, 17 cm, 33 RPM     | 1. Mie-mi place să trăiesc (Henri Mălineanu – Jack Fulga) 2. Cum să nu trăiesc pe lume (Vasile Veselovski – C-tin Cîrjan) 3. Mi-e dor astă-seară de-un chef cum știu eu (Henri Mălineanu – Eugen Mirea) 4. Zi una mai săltăreață (Henri Mălineanu) | orchestra Jean Ionescu |
| 1965 | EDD 1077                                                      | vinil, LP, 25 cm, 33 RPM | 8. Șapte munți și șapte văi (Gelu Solomonescu – Aurel Felea) | Orchestra de estradă a RTV, dirijor Sile Dinicu |
| 1965 | EDE 0230 Din creația lui Ion Vasilescu                        | vinil, LP, 30 cm, 33 RPM | 5. Dumneata madame (Ion Vasilescu) 9. Suflet candriu de papugiu (I. Vasilescu – N. Vlădoianu și N. Constantinescu) 14. Cu lăutarii după mine (I. Vasilescu – Vlădoianu și C-tinescu) | Orchestra Electrecord, dirijor Alexandru Imre |
| 1966 | 45-EDC 739 Melodii de Emanuel Ionescu                         | vinil, 17 cm, 33 RPM     | 2. Au înflorit ghioceii (Emanuel Ionescu) | Orchestra Electrecord, dirijor Alexandru Imre |
| 1966 | EDC 742 Melodii de Mișu Iancu                                 | vinil, 17 cm, 33 RPM     | 1. Și cântecele mele (Mișu Iancu) | orchestra Edmond Deda |
| 1966 | EDC 775                                                       | vinil, 17 cm, 33 RPM     | 1. Cântic de lampă (Laurențiu Profeta – Miron R. Paraschivescu) 4. De-ar fi să mă mai nasc o dată (G. Grigoriu – A. Grigoriu și R. Iorgulescu) | orchestra Jean Ionescu (1) Orchestra Electrecord, dirijor Alexandru Imre (4) |
| 1966 | EDC 791 Melodii de Ionel Fernic                               | vinil, 17 cm, 33 RPM     | 1. Pe boltă cînd apare luna (Ionel Fernic – Aurel Felea) 4. Dar ești la fel (Ionel Fernic) | orchestra Jean Ionescu |
| 1966 | EDD 1134 Muzică ușoară romînească                             | vinil, LP, 25 cm, 33 RPM | 8. Mi-e dor astă-seară de-un chef cum știu eu (Henri Mălineanu – Eugen Mirea) | orchestra Jean Ionescu |
| 1967 | EDC 819                                                       | vinil, 17 cm, 33 RPM     | 1. Lume, lume 2. La puțul cu cinci izvoare 3. Piatră, piatră 4. Am iubit și-am să iubesc | O.M.P.R., dirijori: Radu Voinescu (1,3), Victor Predescu (2,4) |
| 1967 | EDC 829                                                       | vinil, 17 cm, 33 RPM     | 4. Inimă de ce vrei să uiți (Radu Gheorghiu) | Orchestra de estradă a RTV, dirijor Sile Dinicu |
| 1967 | EDC 882 Melodii de Vasile Veselovschi                         | vinil, 17 cm, 33 RPM     | 1. Ce-i cu tine, suflete? (Vasile Veselovski – Mihai Maximilian) | Orchestra Electrecord, dirijor Alexandru Imre |
| 1967 | EDD 1147 Melodii de Gherase Dendrino                          | vinil, LP, 25 cm, 33 RPM | 2. Mă gândeam la tine (Gherase Dendrino – Aurel Felea) 7. Drum bun (Gherase Dendrino – Puiu Maximilian) | Orchestra Electrecord, dirijor Alexandru Imre (2) orchestra Constantin Bârsan (7) |
| 1967 | C.S. 120                                                      | vinil, 17 cm, 45 RPM     | 1. Lume, lume 2. Am iubit și-am să iubesc | O.M.P.R., dirijori: Radu Voinescu (1), Victor Predescu (2) |
| 1967 | C.S. 125                                                      | vinil, 17 cm, 45 RPM     | 1. Zi una mai săltăreață (Henri Mălineanu) 2. Mi-e dor astă-seară de-un chef cum știu eu(Henri Mălineanu – Eugen Mirea) | orchestra Jean Ionescu |
| 1968 | EDC 952 Cântece de pahar                                      | vinil, 17 cm, 33 RPM     | 1. Dă-i cu șprițul pân' la ziuă (I. Vasilescu – E. Mirea) 2. Uite-așa aș vrea să mor (Elly Roman – N. Kanner) 3. Ia mai toarnă-un păhărel (Henri Mălineanu) 4. Că doar n-o să trăiesc cât lumea (H. Mălineanu – E. Mirea) | orchestra Ionel Banu (1,2,4), O.M.P.R., dirijor Henry Mălineanu (3) |
| 1968 | C.S. 180 România Radio București                              | vinil, LP, 25 cm, 33 RPM | 5. Ia mai toarnă un păhărel (Henri Mălineanu) | O.M.P.R., dirijor Henri Mălineanu |
| 1968 | EPD 1188 La margine de București                              | vinil, 17 cm, 33 RPM     | 1. La margine de București (Ion Vasilescu) 2. Dragoste, poveste veche (N. Stroe) 3. E mult de-atunci, mai știi Mimi (I. Băjescu-Oardă) 4. În seara când ne-om întîlni (Nicolae Kirculescu) 5. De ce m-ați dus de lângă voi 6. Să-mi cânți, cobzar, romanța veche (Eugen Seno) 7. Mi-e dor de nopți cu lună plină (I. Băjescu-Oardă) 8. Eu știu c-ai să mă-nșeli chiar mâine | orchestra Nicu Stănescu (1-3,5,7) orchestra Ionel Banu (4,6,8) cobză: Grigore Kiazim (6) |
| 1969 | EDC 10.136 Cântece de pahar                                   | vinil, 17 cm, 33 RPM     | 1. Căsuța noastră (P. Popescu-Peppo) 2. București, măi București (I. Vasilescu – A. Felea, N. C-tinescu) 3. La crâșma din Ferentari (A. Giroveanu – N. Kanner) 4. Of, of, of, măi șprițule (popular) | orchestra Ionel Budișteanu |
| 1970 | EDC 10.164                                                    | vinil, 17 cm, 33 RPM     | 1. Dac-așa ți-e dat (Temistocle Popa – Aurel Storin) 2. Cine știe a iubi (Temistocle Popa – Mircea Block) 3. Undeva pe-o stradă mică-n București (Vasile Veselovski – M. Maximilian) 4. Cântecul drumețului (Vasile Veselovski – Al. O. Teodoreanu) | orchestra Horia Moculescu |
| 1970 | STM-EDE 0753 București, București                             | vinil, LP, 30 cm, 33 RPM | 1. București, București (Gică Petrescu – Cezarina Moldoveanu) 2. Malu (Dinu Șerbănescu – Aurel Felea) 3. Cântecel de dor și of (I. Vasilescu – Mirea, Nican, Maximilian) 4. Tandrețea mea (Ion Vasilescu – Eugen Mirea) 5. Dragoste ce ai cu mine (Nicușor Predescu – Al. Kirițescu) 6. Mi te-ai lipit de suflet (Ion Vasilescu – Eugen Mirea) 7. Garofița (Henri Mălineanu – Eugen Mirea) 8. Astă seară nimeni să nu doarmă (Dinu Șerbănescu / Gică Petrescu / Cezarina Moldoveanu) 9. Viața-i bună și drumoasă (Florentin Delmar – C. Moldoveanu) 10. Păcat, fetițo dragă (I. Vasilescu – N. Vlădoianu și N. Constantinescu) 11. Costică, Costică (P. Popescu-Peppo) 12. Pe cine-aș fi iubit (Henri Mălineanu – Eugen Mirea) 13. Bun rămas, prieteni dragi (Ion Vasilescu – Eugen Mirea) 14. Cât oi mai trăi pe lume (Temistocle Popa – Eugen Mirea)                                               | Orchestra Electrecord, dirijor Alexandru Imre (1,2,4,7,8,10,12,13) orchestra Gerry Podgoreanu (3,5,6,9,11,14) |
| 1970 | EDD 1223 Cîntice țigănești                                    | vinil, LP, 25 cm, 33 RPM | 1. Amar (Laurențiu Profeta – Miron R. Paraschivescu) 2. Cântic de lampă (Laurențiu Profeta – Miron R. Paraschivescu) | Orchestra de estradă a RTV, dirijor Jean Ionescu |
| 1970 | EDD 1242                                                      | vinil, LP, 25 cm, 33 RPM | 1. Fir-ai, inimă, să fii (Vasile Veselovski – E. Mirea și J. Fulga) | Orchestra de estradă a RTV, dirijor Sile Dinicu |
| 1971 | EPD 1281                                                      | vinil, LP, 25 cm, 33 RPM | 6. Zi, lăutare (Edmond Deda – Harry Negrin) | Orchestra de estradă a RTV, dirijor Sile Dinicu |
| 1971 | EPD 1290                                                      | vinil, LP, 25 cm, 33 RPM | 3. Fetele îndrăgostite (Sergiu Malagamba – M. Maximilian) | Orchestra de estradă a RTV, dirijor Sile Dinicu |
| 1971 | EPD 1299                                                      | vinil, LP, 25 cm, 33 RPM | 8. Zboară inimioară (Florentin Delmar – Eugen Mirea) | Orchestra Electrecord, dirijor Alexandru Imre |
| 1971 | STM-EDE 0939 Muzică ușoară din Festivalul cîntecului ostășesc | vinil, LP, 30 cm, 33 RPM | 3. Radu tatii militar (Henri Mălineanu – Sașa Georgescu) 12. Tot cântând ca ciocîrlia (Aurel Giroveanu – Harry Negrin) | Ansamblul artistic „Doina” al Armatei și Fanfara reprezentativă a Armatei, dirijor Ion Lăzărescu |
| 1971 | STM-EPE 01182 La margine de București                         | vinil, LP, 30 cm, 33 RPM | 1. La margine de București (Ion Vasilescu) 2. Dragoste, poveste veche (N. Stroe) 3. E mult de-atunci, mai știi Mimi (I. Băjescu-Oardă) 4. În seara când ne-om întâlni (Nicolae Kirculescu) 5. Știi tu... (populară) 6. Am iubit doi ochi albaștri (Vespasian Vasilescu) 7. De ce m-ați dus de lângă voi 8. Să-mi cânți, cobzar (Eugen Seno) 9. Mi-e dor de nopți cu lună plină (I. Băjescu-Oardă) 10. Eu știu c-ai să mă-nșeli chiar mâine 11. Cărăruie, cărăruie (A. Fredon – Ion Manu) 12. Vreau astă seară să uit (G. Boulanger – Aurel Felea) | orchestra Nicu Stănescu (1-3,7,9) orchestra Ionel Banu (4,8,10) orchestra Titi Niculescu (5,6,11,12) |
| 1971 | EDC 10.222 Du-mă acasă măi tramvai                            | vinil, 17 cm, 33 RPM     | 1. Du-mă acasă măi tramvai (V. Vasilache – N. Stroe) 2. Nu plâng pentru nimeni (V. Vasilache – N. Stroe) 3. Mână, birjar (Nel Martin – Dem Dubal și P. Savin) 4. La căsuța albă (Petre Andreescu) | orchestra Romeo Bazarcă |
| 1972 | STM-EDC 10.392 Gică Petrescu și formația Mondial              | vinil, 17 cm, 33 RPM     | 1. If I were a rich man [Dac-aș fi un om avut] 2. The impossible dream [Un vis imposibil] 3. Buona sera [Bună seara] 4. What for? [De ce?] | formația Mondial |
| 1974 | STM-EDE 01011 Cântece de petrecere                            | vinil, LP, 30 cm, 33 RPM | 1. Căsuța noastră (P. Popescu-Peppo) 2. București, măi București (I. Vasilescu – A. Felea, N. C-tinescu) 3. La crâșma din Ferentari (A. Giroveanu – N. Kanner) 4. Of, of, of, măi șprițule (popular) 5. Mie-mi place să trăiesc (H. Mălineanu – J. Fulga) 6. Cum să nu trăiesc pe lume (V. Veselovski – C-tin Cîrjan) 7. Mi-e dor astă-seară de-un chef cum știu eu(Henri Mălineanu – Eugen Mirea) 8. Zi una mai săltăreață (Henri Mălineanu) 9. Lume, lume (popular) 10. La puțul cu cinci izvoare (popular) 11. Piatră, piatră (popular) 12. Am iubit și-am să iubesc (popular) 13. Dă-i cu șprițul pân' la ziuă (I. Vasilescu – E. Mirea) 14. Uite-așa aș vrea să mor (Elly Roman – N. Kanner) 15. Ia mai toarnă-un păhărel (Henri Mălineanu) 16. Că doar n-o să trăiesc cât lumea (H. Mălineanu – E. Mirea)                                                                                      | orchestra Ionel Budișteanu (1-4) orchestra Jean Ionescu (5-8) O.M.P.R., dirijori: Radu Voinescu (9,10), Victor Predescu (11,12), Henry Mălineanu (15) orchestra Ionel Banu (13,14,16) |
| 1976 | STM-EPC 10.442 Romanțe pe versuri de Harry Negrin             | vinil, 17 cm, 33 RPM     | 1. Aș vrea iar anii tinereții (Henri Mălineanu – H. Negrin) 2. Am strâns toamnă după toamnă (A. Giroveanu – H. Negrin) | orchestră Nicușor Predescu |
| 1976 | STM-EPC 10.462 Cântece de petrecere                           | vinil, 17 cm, 33 RPM     | 1. Dragi prieteni, sus paharul (G. Petrescu – C. Moldoveanu) 2. Dragoste, bătute-ar vina (G. Petrescu – C. Moldoveanu) 3. Puișor, măi puișor (G. Petrescu – C. Moldoveanu) 4. Ochii văd, inima cere (G. Petrescu – C. Moldoveanu) | orchestră populară soliști instrumentiști: Horia Ropcea - orgă, Titi Niculescu - vioară, Gicu Koffler - pian |
| 1977 | STM-EDE 01295 Tangouri celebre românești                      | vinil, LP, 30 cm, 33 RPM | 1. Cel mai frumos tango din lume (I. Vasilescu – E. Mirea și N. Constantinescu) 2. Adio doamnă (Ionel Fernic) 3. Un gondolier cânta o melodie (G. Dendrino – A. Felea) 4. Cine mi te-a supărat (V. Vasilache - N. Stroe și A. Felea) 5. Nu pleca (I. Vasilescu – N. Vlădoianu și N. Constantinescu) 6. Noapte bună Mimi (I. Vasilescu – Vlădoianu și C-tinescu) 7. Primul nostru tango (Henry Mălineanu – Eugen Mirea) 8. Ce cauți tu în viața mea (H. Mălineanu – E. Mirea și J. Fulga) 9. Prima poezie (Nicolae Kirculescu - Aurel Felea) 10. Adio, în calea ta n-am să mai fiu (Ion Vasilescu – Nicușor Constantinescu) 11. Pe sub fereastra ta (G. Dendrino – V. Vasilache și Cristodulo) 12. Cel din urmă tango (Ion Vasilescu – N. Constantinescu) | orchestra Alexandru Avramovici |
| 1978 | ST-EPE 01400 Melodii de Aurel Giroveanu                       | vinil, LP, 30 cm         | 14. De la început (Aurel Giroveanu – Mircea Block) | Orchestra de Estradă a RTV, dirijor Sile Dinicu |
| 1979 | EDE 01492 Melodii de Ion Vasilescu                            | vinil, LP, 30 cm, 33 RPM | 2. Vrei să ne-ntîlnim sîmbătă seară (I. Vasilescu – N. Vlădoianu Și N. Constantinescu) 6. Dumneata sau tu (I. Vasilescu – A. Felea) 9. Suflet candriu de papugiu (I. Vasilescu – N. Vlădoianu și N. Constantinescu) 14. Cu lăutarii după mine (I, Vasilescu – E. Mirea) | Orchestra Adalbert Winkler (2), orchestra Gaston Ursu (6), Orchestra Electrecord, dirijor Alexandru Imre (9,14) |
| 1979 | ST-EDE 01539 Tangoul veșnic tânăr                             | vinil, LP, 30 cm, 33 RPM | 1. Zaraza (Benjamin Tagle Lara – Ion Pribeagu) 2. Tangolita (Paul Abraham – Cezarina Moldoveanu) 3. Mona Lisa (Jay Livingstone – Cezarina Moldoveanu) 4. Violeta (O. Klose și R. Lukesch – Cezarina Moldoveanu) 5. Cumparsita (Gerardo Matos Rodriquez – C. Moldoveanu) 6. Te aștept (Dino Olivieri – C. Moldoveanu) 7. Un sărut (Consuelo Velasquez – C. Moldoveanu) 8. Doar două vorbe (Osvaldo Farres – C. Moldoveanu) 9. Tangoul castanietelor (J. Ross și R. Adler – C. Moldoveanu) 10. Când cântă chitara (Di Lazzaro – C. Moldoveanu) 11. Eu în suflet te-am păstrat (E. Lecuona – C. Moldoveanu) 12. Singur am rămas (Paul Durand – C. Moldoveanu) 13. Adios muchachos (Julio Sanders – C. Moldoveanu) | orchestra Alexandru Avramovici |
| 1979 | ST-EDE 01583 Cîntece de voie bună                             | vinil, LP, 30 cm, 33 RPM | 1. Vîrsta mea (G. Petrescu – C. Moldoveanu) 2. De nu vrei sa-mbătrînești (G. Petrescu – C. Moldoveanu) 3. Puișor, măi puișor (G. Petrescu – C. Moldoveanu) 4. La sfîrșit de săptămînă (G. Petrescu – C. Moldoveanu) 5. Dragoste, bătute-ar vina (G. Petrescu – C. Moldoveanu) 6. Astă seară nimeni să nu doarmă (Dinu Șerbănescu / Gică Petrescu / Cezarina Moldoveanu) 7. Inimică afurisită (G. Petrescu – C. Moldoveanu) 8. Hai noroc și la mai mare (G. Petrescu – C. Moldoveanu) 9. Dragi prieteni, sus paharul (G. Petrescu – C. Moldoveanu) 10. Tinerețe trecătoare (G. Petrescu – C. Moldoveanu) 11. Ochii văd, inima cere (G. Petrescu – C. Moldoveanu) 12. Hai, lăutare (G. Petrescu – C. Moldoveanu) | orchestra Marin Năsturică (1,2,4,7,8,10,11), orchestră populară (3,5,9,11), Orchestra Electrecord, dirijor Alexandru Imre (6) |
| 1979 | STC 0089 Cîntece de voie bună                                 | casetă audio             | 1. Vîrsta mea (G. Petrescu – C. Moldoveanu) 2. Să petrecem azi ca niciodată (G. Petrescu – C. Moldoveanu) 3. De ce nu vrei să-mbătrînești (G. Petrescu – C. Moldoveanu) 4. Puișor, măi puișor (G. Petrescu – C. Moldoveanu) 5. Dragoste bătu-te-ar vina (G. Petrescu – C. Moldoveanu) 6. Cîntece de dor și of (I. Vasilescu – Mirea, Nican, Maximilian) 7. Ochii văd, inima cere (G. Petrescu – C. Moldoveanu) 8. Dragoste, ce ai cu mine? (G. Petrescu – C. Moldoveanu) 9. Cu lăutarii după mine (I. Vasilescu – E. Mirea) 10. Astă seară nimeni să nu doarmă (Dinu Șerbănescu / Gică Petrescu / Cezarina Moldoveanu) 11. Inimă afurisită (G. Petrescu – C. Moldoveanu) 12. Tinerețe trecătoare (G. Petrescu – C. Moldoveanu) 13. Dragi prieteni, sus paharul (G. Petrescu – C. Moldoveanu) 14. Hai lăutar (G. Petrescu – C. Moldoveanu) 15. Hai noroc și la mai mare (G. Petrescu – C. Moldoveanu) | Orchestra Electrecord, dirijor Alexandru Imre (6,8,9), orchestra Marin Năsturică (1-3,11-15) orchestră populară (4,5,10,13) |
| 1980 | ST-EDE 01781 Gică Petrescu și Grupul „5T” Hai să dansăm       | vinil, LP, 30 cm, 33 RPM | 1. Veniți cu noi (Alexander's Ragtime Band) 2. Fete, fete (Jeepers Creepers) 3. Este nou ceva (So What's New) 4. Da, asta-i fata (Yes Sir That's My Baby) 5. Calcutta e pe Gange (Calcutta) 6. Miky (Mackie Messer) 7. Hello Dolly 8. Jocul chitarelor (The Game) 9. Nu-ți pot da decât iubire (I Can't Give You) 10. Daiana (Dinah) 11. Hai să dansăm (Go Much In) 12. Alinarea (Yes, Dear) | orchestra Alexandru Avramovici melodii din repertoriul internațional versuri de Cezarina Moldoveanu |
| 1981 | ST-EDE 01902 Hai noroc și iar noroc!                          | vinil, LP, 30 cm, 33 RPM | 1. Hai noroc și iar noroc! (G. Petrescu – C. Moldoveanu) 2. Viața-i bine s-o iubești (G. Petrescu – C. Moldoveanu) 3. Măiculiță, dor mă frige (G. Petrescu – C. Moldoveanu) 4. Cântă-mi, lăutar (Vasile Veselovski - C. Moldoveanu) 5. De n-ar fi fetele (Vasile Veselovski - Mihai Maximilian) 6. Căsnicie, căsnicie (G. Petrescu – C. Moldoveanu) 7. Trece timpul... (Vasile Veselovski - Mihai Maximilian) 8. Totul cu măsură mică (G. Petrescu – C. Moldoveanu) 9. Tinerețe, fugi de mine (G. Petrescu – C. Moldoveanu) 10. Satul e în sărbătoare (Vasile Veselovski - C. Moldoveanu) 11. De ce e viața sucită (Vasile Veselovski - Mihai Maximilian) 12. Îmi amintesc cu drag de bunicuța (Gică Petrescu – C. Moldoveanu) | orchestra Marin Năsturică |
| 1982 | ST-EDE 02142 Iubesc tangoul                                   | vinil, LP, 30 cm, 33 RPM | 1. Chitară de dor 2. Amurgul 3. Serenada dragostei 4. Portretul tău 5. Un vis adevărat 6. Pescarul 7. Manuela 8. Cărăruie 9. Cel mai minunat tango 10. Timpul trece greu 11. Tu nu știi 12. Într-o noapte minunată 13. Când mâna el ți-a sărutat | orchestra Cornel Popescu versuri în limba română: Cezarina Moldoveanu |
| 1984 | ST-EPE 02566 Melodii îndrăgite                                | vinil, LP, 30 cm, 33 RPM | 2. Hai noroc și iar noroc (Gelu Solomonescu – C. Moldoveanu) 3. Lîngă dudul de la moară (Laurențiu Profeta – Eugen Frunză) | Orchestra Ansamblului „Rapsodia Română”, dirijor Paraschiv Oprea |
| 1984 | ST-EDE 02517 Să petrecem împreună                             | vinil, LP, 30 cm, 33 RPM | 1. Să ciocnim paharul (G. Petrescu – C. Moldoveanu) 2. Hai să bem un păhărel (G. Petrescu – C. Moldoveanu) 3. Să nu-ți bați joc de viața ta (G. Petrescu – C. Moldoveanu) 4. Supărare, veselie (G. Petrescu – C. Moldoveanu) 5. Cununița (G. Petrescu – C. Moldoveanu) 6. La sfârșit de săptămână (G. Petrescu – C. Moldoveanu) 7. Anii mei (G. Petrescu – C. Moldoveanu) 8. Viața-i bună și drumoasă (G. Petrescu – C. Moldoveanu) 9. Lăutarul (G. Petrescu – C. Moldoveanu) 10. Cu norocul rar te întâlnești (G. Petrescu – C. Moldoveanu) 11. Cântă-mi tu vioară (G. Petrescu – C. Moldoveanu) | orchestra Marin Năsturică |
| 1987 | ST-EDE 03134 De toate pentru toți                             | vinil, LP, 30 cm, 33 RPM | 1. Fă-ți din viață sărbătoare (G. Petrescu – H. Negrin) 2. Iubirea-i ca un soare (G. Petrescu – N. Dumitru) 3. O pălărie 4. Dor, dor, dor (G. Petrescu – C. Moldoveanu) 5. Autobiografie muzicală 6. Vine-o vreme (G. Petrescu – C. Moldoveanu) 7. Noapte, noapte (G. Petrescu – C. Moldoveanu) 8. Așa și-așa 9. Iubire, iubire (G. Petrescu – C. Moldoveanu) 10. Câte ceva despre vârsta mea | orchestra Cornel Popescu |
| 1990 | ST-EDE 03830 La masă cu amicii mei                            | vinil, LP, 30 cm, 33 RPM | 1. La masă cu amicii mei (G. Petrescu – C. Moldoveanu) 2. Viața-i viață (Henry Mălineanu) 3. Asta este dragostea (G. Petrescu – C. Moldoveanu) 4. Copiii mei (G. Petrescu – C. Moldoveanu) 5. Dac-o fi și-o fi și-o fi (Henry Mălineanu – C. Moldoveanu) 6. Când mi-o fi mai rău, așa să-mi fie (Gică Petrescu – C. Moldoveanu) 7. Viața-i bine s-o trăiesti (G. Petrescu – C. Moldoveanu) 8. Frumoasă e viața (G. Petrescu – C. Moldoveanu) 9. Hai, să trăiesc (Henry Mălineanu – C. Moldoveanu) 10. Voi cu toții vă-ntrebați (G. Petrescu – C. Moldoveanu) 11. Să trăim și să ne fie bine (H. Mălineanu – C. Moldoveanu) | orchestra Henri Mălineanu (3,5,9,11) orchestra Paraschiv Oprea (1,2,4,6-8,10) |
| 2005 | EDC 615 Cele mai mari succese românești                       | compact disc             | 13. Ia mai toarnă-un păhărel | O.M.P.R., dirijor Henri Mălineanu |
| 2006 | EDC 697 O viață dedicată cântecului CD1                       | compact disc             | 1. Căsuța noastră 2. Astă seară nimeni să nu doarmă 3. Că doar n-o să trăiesc cât lumea 4. Cine mi te-a supărat 5. Suflet candriu de papugiu 6. Costică, Costică 7. Ia mai toarnă-un păhărel 8. Zaraza 9. Nu plâng pentru nimeni 10. Cântecel de dor și of 11. Manuela 12. București, măi București 13. Un gondolier cânta o melodie 14. Cu lăutarii după mine 15. Dă-i cu șprițul pân' la ziuă 16. Cel mai frumos tango din lume 17. Să-mi cânți, cobzar, romanța veche 18. Mi te-ai lipit de suflet 19. Când iubirea ta te-a părăsit 20. Dragi prieteni, sus paharul 21. Of, of, of măi șprițule 22. Eu știu c-ai să mă înșeli chiar mâine 23. Dumneata, madame 24. Mi-e dor astă seara de-un chef cum știu eu 25. Bun rămas, prieteni dragi | orchestra Ionel Budișteanu (1,21) Orchestra „Electrecord” dirijor Alexandru Imre (2,5,12,14,25) orchestra Gelu Solomonescu (19) orchestra Ionel Banu (3,15,17,22) orchestra Alexandru Avramovici (4,8,14,16) orchestra Gerry Podgoreanu (6,10,18) O.M.P.R., dirijor Henri Mălineanu (7) formația Romeo Bazarcă (9) formația Cornel Popescu (11) formația Marin Năsturică (20) orchestra Gaston Ursu (23) orchestra Jean Ionescu (24) |
| 2006 | EDC 698 O viață dedicată cântecului CD2                       | compact disc             | 1. Du-mă acasă măi tramvai 2. La crâșma din Ferentari 3. Uite-așa aș vrea să mor 4. La căsuța albă 5. Nu pleca 6. Primul nostru tango 7. Dragoste, poveste veche 8. De ce e viața sucită 9. Să petrecem azi ca niciodată 10. Să ciocnim paharul 11. Mână, birjar 12. Dragoste, ce ai cu mine? 13. Viata-i buna și frumoasă 14. Ochii văd, inima cere 15. Dragoste, bătu-te-ar vina 16. Ce cauți tu în viața mea 17. Drum bun 18. Inimă afurisită 19. Puișor, mai puișor 20. Totul cu măsură mică 21. Fir-ai, inimă, să fii 22. Cât oi mai trai pe lume 23. La margine de București | formația Romeo Bazarcă (1,4,11) orchestra Ionel Budișteanu (2) orchestra Ionel Banu (3) orchestra Alexandru Avramovici (5,6,16) orchestra Nicu Stănescu (7,23) orchestra Marin Năsturică (8,9,10,18,20) orchestra Gerry Podgoreanu (12,13,22) orchestră populară (14,15,19) Orchestra de estradă a RTV, dirijori: Constantin Bârsan (17), Sile Dinicu (21)                                                                           |
| 2006 | EDC 705 Melodii din Bucureștiul de odinioară 5                | compact disc             | 1. La margine de București | Theodor Cosma (pian) |
| 2006 | EDC 708 Hai să bem un păhărel                                 | compact disc             | 1. Cele mai frumoase fete 2. Hai sa bem un păhărel 3. Mie-mi place să trăiesc 4. Zi una mai săltăreață 5. București, București 6. Păcat, fetițo dragă! 7. Garofița 8. Piatră, piatră 9. Am iubit și-am să iubesc 10. La puțul cu cinci izvoare 11. Să nu-ți bați joc de viața ta 12. Supărare, veselie 13. Cununița 14. La sfârșit de săptămână 15. Viața-i bună și frumoasă 16. Lăutarul 17. Cu norocul rar te întâlnești 18. De nu vrei să-mbătrânești 19. Hai noroc și la mai mare 20. Tinerețe trecătoare 21. Hai, lăutare! | orchestra Sergiu Malagamba (1) formația Marin Năsturică (2,11-21) orchestra Jean Ionescu (3,4) Orchestra „Electrecord” dirijor Alexandru Imre (6,7) O.M.P.R., dirijori: Victor Predescu (8), Radu Voinescu (9,10) |
| 2007 | EDC 768 Melodii de George Grigoriu                            | compact disc             | 1. De-ar fi să mă mai nasc odată | orchestra Jean Ionescu |
| 2008 | EDC 856 Eu o caut pe aceea...                                 | compact disc             | 12. Sanda (Enrico Fanciotti / Costin Alver și E. Fanciotti) 18. Manuela | formația Mircea Popovici formația Cornel Popescu |

## Discuri Intercont Music
| An   | Număr de catalog                       | Format       | Piese | Acompaniament                                                                                                   |
| ---- | -------------------------------------- | ------------ | --- | --- |
| 1995 | IMCD 1104 Greatest Hits                | compact disc | 1. Cel mai frumos tango 2. București, București / Garofița / Căsuța noastră / Bucureștiul meu iubit 3. Când mi-o fi mai rău 4. Un gondolier / Sub balcon / Iubirea-i ca un soare / Cele mai frumoase fete 5. Sanie cu zurgălăi / Ionel, Ionelule / Cu lăutarii după mine / Uite-așa aș vrea să mor 6. Astăzi e ziua ta / Ți-am luat un mărțișor / Vrei să ne întâlnim sâmbătă seară / Cântă-mi să uit dragostea 7. Să-mi cânți cobzar / Aș vrea iar anii tinereții / Viața / Păcat fetiță dragă / Mână birjar / Trurli, Trurli / Fascinație / Dragoste, bătu-te-ar vina 8. Pe cine-aș fi iubit / Cel din urmă tango / Vine-o vreme / Fetițele din București 9. Iubesc femeia / Să nu-ți spui dorul nimănui / Du-mă acasă măi tramvai / Și cântecele mele / Iubire-ai doar glumă 10. Copiii mei 11. Ce tristă ești singurătate 12. Să nu-ți bați joc de viața ta 13. Trece-un car cu boi / Zaraza / Două viori / Hop și-așa / Că doar n-o să trăiesc cât lumea | orchestra Cornel Popescu (1,2,4,6,8,9) orchestra Paraschiv Oprea (3,5,7,10-13)                                  |
| 1996 | IMCD 1120 Cu păhărelul după mine       | compact disc | 1. Trece timpul 2. De n-ar fi fetele 3. Hai noroc și iar noroc! 4. Cântă-mi lăutar! 5. Măiculiță, dor mă frige 6. Of, of măi șprițule! 7. Nu mă supăr, bătrânețe! 8. Hai să bem un păhărel! 9. La crâșma din Ferentari 10. De ce e viața sucită? 11. Tinerețe fugi de mine! 12. Zum-zum 13. Când se crăpa de ziua altădată 14. Supărare, supărare 15. Zi una mai săltăreața! 16. Îmi amintesc cu drag de bunicuța 17. Dragoste, bătute-ar vina! 18. Dragostea se ține scai de tine! 19. Mi-e dor astă seară de-un chef cum știu eu 20. Dragi prieteni, sus paharul! | orchestra Paraschiv Oprea                                                                                       |
| 1998 | IMCD 1135 Eternul Gică                 | compact disc | 1. Aș vrea iar anii tinereții / Am început să-mbătrânesc / Ai și venit la mine toamnă / Inutil / Nu se poate / Romanțele mele 2. Paris de mes amours / Mon amis le temps / La chansonette de Paris 3. Ia mai toarnă-un păhărel 4. Veniți cu noi! 5. Fete, fete 6. Este nou ceva? 7. Da, asta-i fata! 8. Calcutta 9. Miki 10. Hello, Dolly 11. Amintiri, amintiri 12. Piatră, piatră 13. Am iubit și-am să iubesc 14. Lume, lume 15. La puțul cu 5 izvoare 16. Vârsta mea | orchestra Henri Mălineanu (1,2,3,11,16) orchestra Paraschiv Oprea (12-15) orchestra Alexandru Avramovici (4-10) |
| 2004 | IMCD 1249 Cântecele noastre, toate...' | compact disc | 6. Du-mă acasă, măi tramvai 8. Căsuța noastră | orchestra Romeo Bazarcă orchestra Ionel Budișteanu                                                              |
| 2008 | IMCD 1338 Sunetul muzicii anilor 50'   | compact disc | 4. Cele mai frumoase fete | orchestra Sergiu Malagamba                                                                                      |

## Discuri EuroMusic
| An   | Număr de catalog         | Format       | Piese | Acompaniament |
| 2015 | 15004 Cel din urmă tango | compact disc | 1. Am strâns toamnă după toamnă 2. Undeva pe-o stradă mică-n București 3. Viața-i bine s-o trăiești 4. Asta este dragostea 5. Tinerețe, fugi de mine 6. Îmi amintesc cu drag de bunicuța 7. Iubirea-i ca un soare 8. Adio, doamnă! 9. Pe sub fereastra ta 10. Dac-așa ți-e dat 11. Viața-i bine s-o iubești 12. Dor, dor, dor 13. Cărăruie, cărăruie 14. Vine-o vreme 15. Dar ești la fel 16. Noapte bună, Mimi! 17. Cum să nu trăiesc pe lume 18. La masă cu amicii mei 19. Noapte, noapte 20. Cel din urmă tango | orchestra Nicușor Predescu (1) orchestra Horia Moculescu (2,10) orchestra Paraschiv Oprea (3,18) orchestra Henri Mălineanu (4) formația Marin Năsturică (5,6,11) orchestra Cornel Popescu (7,12,14,19) orchestra Alexandru Avramovici (8,9,16,20) orchestra Titi Niculescu (13) orchestra Jean Ionescu (15,17) |

## TVR Media
Filmările lui Gică Petrescu au fost realizate de Televiziunea Română (TVR) în perioada 1966-1999, în studiourile instituției și în diferite săli de concerte (Sala Rondă a Hotelului Intercontinental, Sala Bizantină a Cercului Militar etc.).
Aceste filmări au început a fi editate pentru prima oară, pe suport DVD, începând cu anul 2005 de casa de producție a Televiziunii Române, TVR Media.
Piesele marcate cu „(L)” sunt interpretate „pe viu” („live”).
| An apariție | Titlu DVD                     | Piese                                       | Note                                                                                                  |
| ----------- | ----------------------------- | ------------------------------------------- | --- |
| 2005        | Cântece de viață lungă        | 10. Astă seară nimeni să nu doarmă          | acompaniază orch. Emil Gavriș                                                                         |
| 2005        | Cântece de viață lungă        | Dragoste, batu-te-ar vina!                  | acompaniază orch. Paraschiv Oprea                                                                     |
| 2010        | Gică Petrescu Mari interpreți | 1. Dragi prieteni, sus paharul! (L)         | acompaniază orch. Romeo Bazarcă                                                                       |
| 2010        | Gică Petrescu Mari interpreți | 2. De ce e viața sucită? (L)                | varianta tv                                                                                           |
| 2010        | Gică Petrescu Mari interpreți | 3. Astă seară nimeni să nu doarmă           | acompaniază orch. Emil Gavriș                                                                         |
| 2010        | Gică Petrescu Mari interpreți | 4. Hai să bem un păhărel!                   | acompaniază orch. Ionel Budișteanu                                                                    |
| 2010        | Gică Petrescu Mari interpreți | 5. Melodii de neuitat - Potpuriu I          | acompaniază orch. Gherase Puică                                                                       |
| 2010        | Gică Petrescu Mari interpreți | 6. Veniți, la dans!                         | |
| 2010        | Gică Petrescu Mari interpreți | 7. Autobiografie... muzicală - Cuplet (L)   | acompaniază orch. Gherase Puică                                                                       |
| 2010        | Gică Petrescu Mari interpreți | 8. Zi-i una mai săltăreață (L)              | acompaniază orch. Gaston Ursu                                                                         |
| 2010        | Gică Petrescu Mari interpreți | 9. Melodii de neuitat - Potpuriu III        | |
| 2010        | Gică Petrescu Mari interpreți | 10. Vârsta mea - Cuplet                     | |
| 2010        | Gică Petrescu Mari interpreți | 11. Viața-i viață!                          | acompaniază orch. Henri Mălineanu                                                                     |
| 2010        | Gică Petrescu Mari interpreți | 12. Dă-u cu șprițul pân' la ziuă            | |
| 2010        | Gică Petrescu Mari interpreți | 13. Amintiri, amintiri (L)                  | acompaniat la pian de Paraschiv Oprea                                                                 |
| 2010        | Gică Petrescu Mari interpreți | 14. Căsnicie, căsnicie (cu Nicu Constantin) | acompaniază orch. Paraschiv Oprea                                                                     |
| 2010        | Gică Petrescu Mari interpreți | 15. La crâșma din Ferentari                 | |
| 2010        | Gică Petrescu Mari interpreți | 16. Cântecele mele                          | |
| 2010        | Gică Petrescu Mari interpreți | 17. Suflet candriu de papugiu               | |
| 2010        | Gică Petrescu Mari interpreți | 18. Melodii de neuitat - Potpuriu III       | |
| 2010        | Gică Petrescu Mari interpreți | 19. Of, of, of măi șprițule (L)             | acompaniază orch. Marin Năsturicâ                                                                     |
| 2010        | Gică Petrescu Mari interpreți | 20. Când mi-o fi mai rău, așa să-mi fie     | |
| 2010        | Gică Petrescu Mari interpreți | 21. Căsuța noastră                          | |
| 2010        | Gică Petrescu Mari interpreți | 22. Melodii de neuitat - Potpuriu IV        | |
| 2010        | Gică Petrescu Mari interpreți | 23. Tango-ul veșnic tânar - Potpuriu V      | |
| 2010        | Gică Petrescu Mari interpreți | 24. Când era bunica fată - Cuplet           | acompaniază orch. Horia Ropcea                                                                        |
| 2010        | Gică Petrescu Mari interpreți | 25. Cât oi mai trăi pe lume                 | |
| 2010        | Gică Petrescu Mari interpreți | 26. Ea tăcea... - Cuplet (L)                | acompaniază orch. Marin Năsturicâ                                                                     |
| 2010        | Gică Petrescu Mari interpreți | 27. Eu atâta știu, să cânt                  | |
| 2010        | Gică Petrescu Mari interpreți | 28. Drum bun și nu uita că te iubesc!       | |
| 2010        | Gică Petrescu Mari interpreți | 29. Debut discografic la Electrecord        | fragmente din: Doar pe tine te iubesc, În satu-n care m-am născut și Trec pe drumul care duce la tine |
| 2010        | Gică Petrescu Mari interpreți | 30. La margine de București (L)             | acompaniază orch. George Carabulea                                                                    |
| 2010        | Gică Petrescu Mari interpreți | 31. Melodii de neuitat - Potpuriu VI        | |
| 2010        | Gică Petrescu Mari interpreți | 32. Viața-i bună și frumoasă!               | acompaniază orch. Gerry Podgoreanu                                                                    |
| 2010        | Gică Petrescu Mari interpreți | 33. Când iubirea te-a părăsit (L)           | acompaniază orch. George Carabulea                                                                    |
| 2010        | Gică Petrescu Mari interpreți | 34. Mi te-ai lipit de suflet                | |
| 2010        | Gică Petrescu Mari interpreți | 35. Dragoste, batu-te-ar vina!              | acompaniază orch. Nicușor Predescu                                                                    |
| 2010        | Gică Petrescu Mari interpreți | 36. Melodii de neuitat - Potpuriu VII       | |
| 2010        | Gică Petrescu Mari interpreți | 37. Aș vrea iar anii tinereții              | acompaniază orch. Nicușor Predescu                                                                    |
| 2010        | Gică Petrescu Mari interpreți | 38. Câți ani are nenea Gică? - Cuplet       | |
| 2010        | Gică Petrescu Mari interpreți | 39. București, București                    | |
| 2010        | Gică Petrescu Mari interpreți | 40. Zaraza (L)                              | acompaniază orch. George Carabulea                                                                    |
| 2010        | Gică Petrescu Mari interpreți | 41. Un duet de pomină - Cuplet              | cu Ștefan Bănică                                                                                      |
| 2010        | Gică Petrescu Mari interpreți | 42. Garofița                                | |
| 2010        | Gică Petrescu Mari interpreți | 43. Uite-așa aș vrea să mor                 | |
| 2010        | Gică Petrescu Mari interpreți | 44. La puțul cu cinci izvoare (L)           | acompaniază orch. Marin Năsturicâ                                                                     |
| 2010        | Gică Petrescu Mari interpreți | 45. Totul, cu măsura mică!                  | acompaniază orch. Gherase Puică                                                                       |
| 2010        | Gică Petrescu Mari interpreți | 46. Melodii de neuitat - Potpuriu VIII (L)  | acompaniază orch. George Toader                                                                       |
| 2010        | Gică Petrescu Mari interpreți | 47. Ia mai toarnă un păhărel!               | |
| 2010        | Gică Petrescu Mari interpreți | 48. Du-mă acasă, măi tramvai! (L)           | acompaniază orch. George Carabulea                                                                    |
| 2010        | Gică Petrescu Mari interpreți | 49. Melodii de neuitat - Potpuriu IX        | |
| 2010        | Gică Petrescu Mari interpreți | 50. Nea Gică despre...Gică Petrescu (1989)  | Interviu realizat de Ioana Bogdan                                                                     |
| 2010        | Gică Petrescu Mari interpreți | 51. Câți ani are, oare, nea Gică? (1973)    | Cu Sandu Sticlaru, Tamara Buciuceanu Botez, Vali Voiculescu Pepino, Ștefan Mihăilescu Brăila          |

## Televiziunea Română - filmări
| Dată            | Piesă | Acompaniament                                                           | Note                                                 |
| --------------- | --- | ----------------------------------------------------------------------- | ---------------------------------------------------- |
| 1966            | Zi una mai săltăreața! | formația Gaston Ursu (pian)                                             | filmare Spectacol aniversar - 10 ani de TVR; live    |
| 1969            | Bucureștiul meu iubit Ascultă muzica! Când era bunica fată Potpuriu în limba franceză Căsuța noastră Potpuriu în limba germană Bucuroși suntem cu toții (în limba rusă) | în imagini: orchestra Horia Ropcea (orgă)                               | playback                                             |
| 1972            | Dă-i cu șprițul, pân la ziuă Uite-așa aș vrea să mor | —                                                                       | filmări pentru Revelion 1973; playback               |
| 1972            | Cât oi mai trăi pe lume București, București Mi te-ai lipit de suflet Garofița                                                                                          | —                                                                       | recital la Cercul Militar - Sala Bizantină; playback |
| 1973            | Ia mai toarnă-un păhărel | —                                                                       | playback                                             |
| 28 aprilie 1973 | Of, of, of măi șprițule Cât oi mai trăi pe lume La puțul cu cinci izvoare Ea tăcea... Potpuriu de melodii de Ion Vasilescu, Nel Martin, Mișu Iancu și Henry Mălineanu   | orchestra Marin Năsturică (acordeon)                                    | recital la Sala Ronda - Intercontinental; live       |
| 1975            | Dragoste bătu-te-ar vina Aș vrea iar anii tinereții | în imagini: orchestra Nicușor Predescu (vioară) și Gherase Puică (pian) | playback                                             |
| 1976            | Cântece despre București | —                                                                       | playback                                             |
| 1977            | Dragoste bătu-te-ar vina | în imagini: orchestra Paraschiv Oprea și Ion Onoriu (acordeon)          | filmări pentru Revelion 1978; playback               |
| 1979            | Hai, lăutar! | în imagini: orchestra George Carabulea (vioară)                         | playback                                             |
| 1982            | La margine de București Zaraza Când iubirea ta te-a părăsit Du-mă acasă măi tramvai                                                                                     | formația George Carabulea (vioară)                                      | recital la Festivalul „Crizantema de Aur”; live      |

## Societatea Română de Radiodifuziune
| An   | Piesă                      | Acompaniament                        | Note |
| ---- | -------------------------- | ------------------------------------ | ---- |
| 1967 | Lume, lume                 | O.M.P.RTV., dirijor Victor Predescu  |      |
| 1967 | Piatră, piatră             | O.M.P.RTV., dirijor Victor Predescu  |      |
| 1967 | La puțul cu cinci izvoare  | O.M.P.RTV., dirijor Radu Voinescu    |      |
| 1967 | Am iubit și-am să iubesc   | O.M.P.RTV., dirijor Radu Voinescu    |      |
| 1969 | Căsuța noastra             | O.M.P.RTV., dirijor Ionel Budișteanu |      |
| ?    | Cântecel de dor și of      | O.M.P.RTV.                           |      |
| ?    | Cântă-mi să uit dragostea  | O.M.P.RTV.                           |      |
| ?    | Du-mă acasă măi tramvai    | O.M.P.RTV.                           |      |
| ?    | Ionel, Ionelule            | O.M.P.RTV.                           |      |
| ?    | Romanțele mele             | O.M.P.RTV., dirijor Paraschiv Oprea  |      |
| ?    | Șapte văi și-o vale adâncă | O.M.P.RTV.                           |      |